# Жужелица зернистая
Жужелица зернистая (лат. Carabus granulatus) — вид жесткокрылых насекомых из семейства жужелиц.

## Описание
Жужелица зернистая достигает 18—26 мм в длину.
Является одним из немногих видов своего рода, способных к полёту.

## Ареал
Встречается в Европе. Интродуцирована в Северную Америку.

## Подвиды
- Carabus granulatus aetolicus Schaum, 1857
- Carabus granulatus calabricus Spettoli & Vigna Taglianti, 2001
- Carabus granulatus corticalis Motschulsky, 1846
- Carabus granulatus crimeensis Breuning, 1933
- Carabus granulatus duarius Fischer von Waldheim, 1844
- Carabus granulatus granulatus Linnaeus, 1758
- Carabus granulatus hibernicus Lindroth, 1956
- Carabus granulatus interstitialis Duftschmid, 1812
- Carabus granulatus leander Kraatz, 1878
- Carabus granulatus telluris Bates, 1883
- Carabus granulatus yezoensis Bates, 1883